# Krnice
Krnice – wieś w Słowenii, w gminie Hrastnik. W 2018 roku liczyła 128 mieszkańców.